# Hun Manet
Hun Manet (ur. 20 października 1977 w Kâmpóng Cham) – kambodżański wojskowy i polityk, syn Hun Sena, od 2018 dowódca Królewskiej Armii Kambodży, od 2023 premier Kambodży.

## Życiorys
Jest najstarszym dzieckiem Hun Sena.
W 1999 roku, jako pierwszy obywatel Kambodży w historii ukończył Akademię w West Point. W 2002 roku uzyskał także stopień magistra ekonomii na New York University, a 6 lat później doktorat na Uniwersytecie Bristolskim. Następnie służył w kambodżańskim wojsku jako dowódca operacji antyterrorystycznych, zastępca dowódcy służby ochrony jego ojca oraz szef stabu generalnego i dowódca Królewskiej Armii Kambodży. Dowodził wojskami kambodżańskimi podczas walk o Preah Vihear w 2008 i 2011 roku. W 2023 roku został mianowany czterogwiazdkowym generałem.
W 2020 roku został szefem młodzieżówki Kambodżańskiej Partii Ludowej. W 2021 roku Hun Sen zadeklarował, że Hun Manet zostanie jego następcą. W wyborach parlamentarnych w 2023 roku został deputowanym do Zgromadzenia Narodowego z okręgu Phnom Penh. Na początku sierpnia 2023 roku król Norodom Sihamoni mianował go premierem Kambodży, co 22 sierpnia 2023 roku jednogłośnie zaakceptowało Zgromadzenie Narodowe.

## Życie prywatne
Od 2006 roku żonaty z Pich Chanmony, córką polityka Pich Sophoana. Ma trójkę dzieci.